# Брониви
Брониви (до 2016 року - Уля́нівське)— село в Україні, у Семенівській міській громаді Новгород-Сіверського району Чернігівської області. Населення становить 26 осіб. До 2017 орган місцевого самоврядування — Тимоновицька сільська рада. Відстань до адміністративного центру громади становить близько 19 км і проходить автошляхом місцевого значення.

## Історія
До 2016 року мало назву Улянівське.
12 червня 2020 року, відповідно до Розпорядження Кабінету Міністрів України № 730-р «Про визначення адміністративних центрів та затвердження територій територіальних громад Чернігівської області», увійшло до складу Семенівської міської громади.
19 липня 2020 року, в результаті адміністративно-територіальної реформи та ліквідації Семенівського району, село увійшло до Новгород-Сіверського району.